# Гарен
Гаре́н, Ґарен (фр. Garein) — муніципалітет у Франції, у регіоні Нова Аквітанія, департамент Ланди. Населення — 430 осіб (01.01.2021).
Муніципалітет розташований на відстані близько 590 км на південний захід від Парижа, 90 км на південь від Бордо, 22 км на північний захід від Мон-де-Марсана.

## Історія
1945—1948 рр. у місті існівала Польська зона окупації Німеччини, а саме місто носило назву спочатку Львів, потім Мачкув. Колишні бранці німецьких концтаборів та польські військовики підтримували у місті польську освіту та культурне життя. Назва Гарен була повернена 1948 р., після евакуації поляків.

## Демографія
Динаміка населення (INSEE  ):
Розподіл населення за віком та статтю (2006):
| Стать | Всього | До 15 років | 15-24 | 25-44 | 45-64 | 65-85 | Понад 85 |
| --- | ------ | ----------- | ----- | ----- | ----- | ----- | -------- |
| Чоловіки | 228    | 44          | 36    | 68    | 52    | 24    | 4        |
| Жінки | 200    | 44          | 12    | 72    | 40    | 28    | 4        |
| \| Статево-вікова піраміда \| Статево-вікова піраміда \| Статево-вікова піраміда \| \| ----------------------- \| ----------------------- \| ----------------------- \| \| Чоловіки \| Вік \| Жінки \| \| 4 \| 85 + \| 4 \| \| 0 \| 80-84 \| 4 \| \| 8 \| 75-79 \| 8 \| \| 8 \| 70-74 \| 4 \| \| 8 \| 65-69 \| 12 \| \| 12 \| 60-64 \| 8 \| \| 12 \| 55-59 \| 12 \| \| 4 \| 50-54 \| 8 \| \| 24 \| 45-49 \| 12 \| \| 12 \| 40-44 \| 20 \| \| 28 \| 35-39 \| 16 \| \| 20 \| 30-34 \| 24 \| \| 8 \| 25-29 \| 12 \| \| 20 \| 20-24 \| 8 \| \| 16 \| 15-20 \| 4 \| \| 12 \| 10-14 \| 12 \| \| 8 \| 5-9 \| 8 \| \| 24 \| 0-4 \| 24 \| |        |             |       |       |       |       |          |
| Статево-вікова піраміда |        |             |       |       |       |       |          |
| Чоловіки | Вік    | Жінки       |       |       |       |       |          |
| 4 | 85 +   | 4           |       |       |       |       |          |
| 0 | 80-84  | 4           |       |       |       |       |          |
| 8 | 75-79  | 8           |       |       |       |       |          |
| 8 | 70-74  | 4           |       |       |       |       |          |
| 8 | 65-69  | 12          |       |       |       |       |          |
| 12 | 60-64  | 8           |       |       |       |       |          |
| 12 | 55-59  | 12          |       |       |       |       |          |
| 4 | 50-54  | 8           |       |       |       |       |          |
| 24 | 45-49  | 12          |       |       |       |       |          |
| 12 | 40-44  | 20          |       |       |       |       |          |
| 28 | 35-39  | 16          |       |       |       |       |          |
| 20 | 30-34  | 24          |       |       |       |       |          |
| 8 | 25-29  | 12          |       |       |       |       |          |
| 20 | 20-24  | 8           |       |       |       |       |          |
| 16 | 15-20  | 4           |       |       |       |       |          |
| 12 | 10-14  | 12          |       |       |       |       |          |
| 8 | 5-9    | 8           |       |       |       |       |          |
| 24 | 0-4    | 24          |       |       |       |       |          |

## Економіка
2010 року серед 267 осіб працездатного віку (15—64 років) 197 були активними, 70 — неактивними (показник активності 73,8%, у 1999 році було 69,3%). З 197 активних мешканців працювала 171 особа (96 чоловіків та 75 жінок), безробітними було 26 (10 чоловіків та 16 жінок). Серед 70 неактивних 23 особи були учнями чи студентами, 27 — пенсіонерами, 20 були неактивними з інших причин.

У 2010 році в муніципалітеті числилось 171 оподатковане домогосподарство, у яких проживали 428,0 особи, медіана доходів виносила 16 940 євро на одного особоспоживача